# Monumentos barrocos de Zaragoza

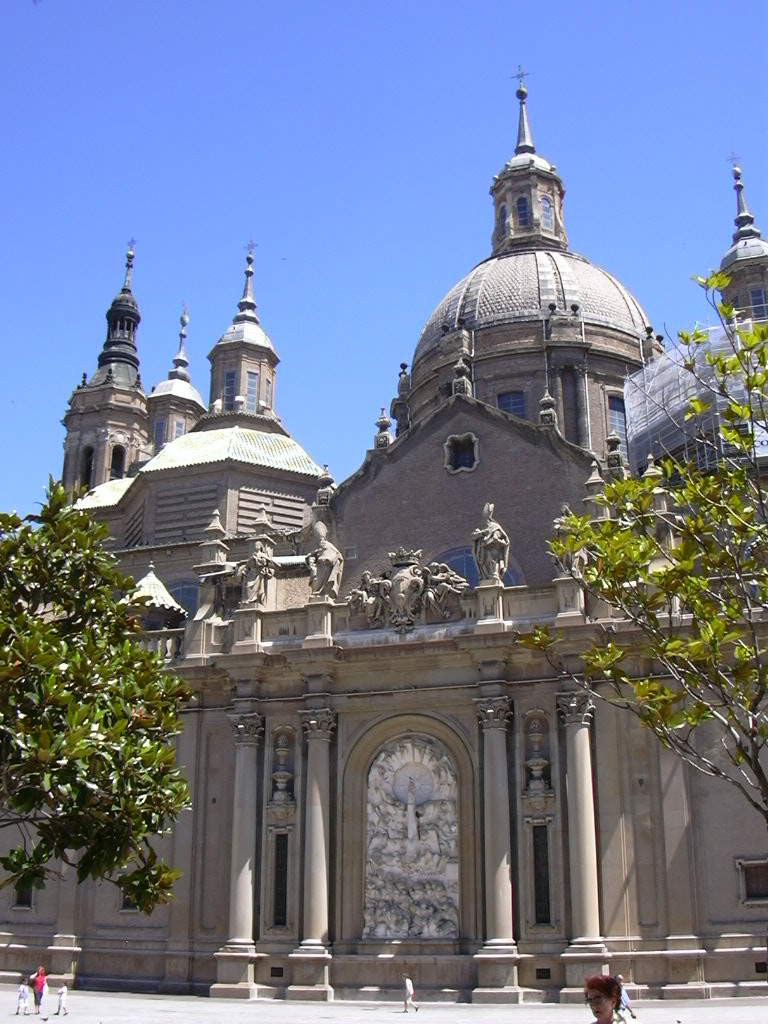
Tramo central de la fachada barroca de la Basílica del Pilar.

El barroco se extiende en Zaragoza simultáneamente con el resto de España durante el segundo tercio del siglo XVII. Sin embargo, el estilo no sufrirá una auténtica eclosión hasta el reinado de Carlos II de España. Si durante el siglo XVII habían predominado los edificios civiles como la Lonja o las casas-palacio, ahora tomarán protagonismo las edificaciones religiosas. Este cambio se explica porque, a pesar de la falta de dinero, las pestes, guerras y la violencia en general, llevaron a la gente a pedir la protección divina, ganando el clero en dinero y poder. A esto hay que unir las corrientes del pensamiento de la Contrarreforma, que seguían teniendo vigencia.
Los edificios se caracterizan por las fachadas sobrias de ladrillo, que sólo se alegran en las portadas, a menudo adornadas con estatuas. En cambio, el interior suele estar muy adornado con bóvedas decoradas con yeserías, retablos policromados y dorados y grandes pinturas. Durante esta época también se modernizaron muchas de las iglesias mudéjares, adaptando el interior y las portadas al gusto barroco, como ocurriría con San Miguel de los Navarros, San Gil Abad, La Magdalena, San Nicolás de Bari y San Felipe.
Las obras señeras del estilo en Zaragoza son sin duda la basílica del Pilar, con una obra maestra que es la Santa Capilla, y la torre de la Seo.

## Basílica de Nuestra Señora del Pilar
- Plaza del Pilar

La Catedral-Basílica de Nuestra Señora del Pilar es la segunda catedral de Zaragoza. Es el templo barroco más grande de España y uno de los más importantes de su época. Está considerado como el primer templo mariano de la Cristiandad, puesto que en él se conserva y venera la columna (o pilar) que según la tradición fue puesta por la Virgen María, que, viviendo aún en Jerusalén, se habría aparecido en carne mortal al apóstol Santiago el día 2 de enero del año 40 d. C.
María habría mandado construir una pequeña capilla para guardar la columna, edificándose posteriormente una iglesia románica, luego una mudéjar, que fue destruida por un incendio, siguiéndole una iglesia gótica, precursora de la actual de estilo barroco debida a Francisco de Herrera el Mozo, por iniciativa de don Juan José de Austria, que ordenó el comienzo de las obras en 1681. El templo fue proyectado por el prestigioso arquitecto real, Francisco de Herrera, y más tarde le siguió el arquitecto Felipe Sánchez. Fernando VI ordenó en 1754 la construcción de la Santa Capilla, encomendando la obra al arquitecto Ventura Rodríguez, que amplía el templo hasta alcanzar las actuales dimensiones: 130 m de largo por 67 de ancho, coronado por once cúpulas, diez linternas y cuatro torres. El interior de las cúpulas y bóvedas fue ideado para ser pintado al fresco, aunque sólo lo están las que rodean y coronan la Santa Capilla, obra de los Hermanos Bayeu, una de ellas, la que lleva el nombre de Reina de los Mártires, fue pintada por el Francisco de Goya.

## Iglesia de San Juan de los Panetes
- Salduba, 3

La actual iglesia de San Juan de los Panetes, construida por orden del Gran Castellán Vicente de Oña, fue terminada en 1725 y sustituyó a la antigua iglesia medieval de la Orden de San Juan de Jerusalén. 
Posee una portada barroca de dos cuerpos. En la parte superior hay una hornacina con una imagen de San Juan Bautista. Lo más destacable es la torre, que es mudéjar del siglo XVI y está ligeramente inclinada hacia el Pilar. Un incendio en 1935 destruyó la mayoría de sus tesoros artísticos, quedando sólo un calvario del siglo XVI. La iglesia ha sido remozada interiormente, quedando las paredes lisas y blancas con algunos adornos de estuco en pilastras y nervaduras.
- Wikimedia Commons alberga una categoría multimedia sobre San Juan de los Panetes.

## Iglesia de Santa Isabel de Portugal
- Plaza de Santa Isabel

La iglesia barroca de Santa Isabel de Portugal, también conocida por iglesia de San Cayetano, fue finalizada en 1706 por orden de la Diputación del Reino de Aragón y la Orden Teatina, gracias a un acuerdo firmado en 1681 entre ambos. Se levantó en un solar perteneciente a los padres teatinos, que habían reservado para un convento.
La fachada está realizada en alabastro blanco y oscuro, mármol negro, yeso dorado, siendo de estilo churrigueresco. Los maestros ensambladores Jaime Ayer y Francisco Pérez Artigas presentan una iconografía compleja. Aparece la Cruz de San Jorge, los símbolos y el escudo de Aragón, etc. De las esculturas, destacan la de Santa Isabel de Portugal, reina de Portugal nacida en la Aljafería, y la de los santos teatinos Andrés Avelino y Cayetano de Thiene.
El interior tiene la forma de una cruz griega inscrita en un cuadrado siguiendo el modelo italiano. El techo está formado por una cúpula central y otras cuatro menores en los brazos de la cruz. A destacar el retablo mayor, realizado por Ramírez de Arellano y su taller entre 1750 y 1760 en mármoles, jaspes y madera policromada. También es interesante el cuadro de San Jorge alanceando al dragón, la capilla de la Hermandad de la Sangre de Cristo, con la escultura del Cristo de la cama que sale en procesión en Viernes Santo, y la capilla de San Jorge finalizada por José Baqué en 1963.
La Diputación desaparece en 1708 y en 1835, por orden de Mendizábal, desaparecen los teatinos, con lo que el edificio pasa a la Diputación de Zaragoza en 1842.

## Hospital real y general de Nuestra Señora de Gracia
- Ramón y Cajal, 60

Creado en el siglo XVII por iniciativa del arzobispo Diego de Castrillo, que donó todos sus bienes para su construcción, como hospital de pobres, se llamó inicialmente hospital de Convalecientes. En 1809 se convirtió en el hospital de Nuestra Señora de Gracia y sigue prestando en la actualidad servicios hospitalarios integrado en la red de hospitales de Aragón.
Del edificio original sólo queda la iglesia y dos pabellones laterales. La fachada de la iglesia muestra las armas del arzobispo y una imagen de la Virgen con enfermos a sus pies. El interior de la iglesia es en cruz griega, con una cúpula elíptica en el centro con pinturas en las pechinas. Conserva un retablo (1770-1775) con esculturas de Joaquín Arali y cuadros José Luzán, de los que destaca el de la Virgen con Diego de Castrillo y varios necesitados. También es de destacar el Cristo de los Artistas, una escultura de principios del siglo XVII.

## Iglesia de San Felipe y Santiago el Menor
- Plaza de San Felipe

Comenzada en 1686 por iniciativa de los marqueses de Villaverde, sustituye a otra iglesia menor que se había quedado pequeña. Los marqueses, que vivían en un palacio adyacente, el mismo que ocuparían los condes de Arguillo más tarde, aportaron el terreno y parte del dinero necesario para la construcción con la condición de tener acceso directo desde su casa. En 1752 Ventura Rodríguez intervino, modernizando el edificio en estilo clasicista. La iglesia no se terminó hasta mediados del siglo XVIII.
En el exterior destaca la portada, flanqueada por dos columnas churriguerescas y rematada por una figura de Santa Helena y un relieve de la Eucaristía.
El interior es de tres naves, con un atrio y el coro a los pies. La nave central está decorada con esculturas de nueve apóstoles realizadas por José Ramírez Arellano, que además se encargó del púlpito dorado y del retablo mayor. Las capillas presentan numerosos retablos barrocos. También resulta interesante un templete neoclásico en la nave derecha, en la que se encuentra un Ecce Homo de aire flamenco sentado y no atado a la columna.
- Wikimedia Commons alberga una categoría multimedia sobre Iglesia de San Felipe y Santiago el Menor de Zaragoza.

## Iglesia de las Fecetas
- Santa Lucía, 5

En 1623 el notario don Diego Fecet fundó el convento de Carmelitas Descalzas de Santa Teresa, para acoger a las hijas de cargos públicos de Aragón que deseasen dedicarse a la vida religiosa. Del convento sólo se conserva la iglesia, llamada de las Fecetas.
Construida en su mayor parte en ladrillo, tiene planta en cruz latina, de una nave y crucero. La techumbre interior está muy decorada con yeserías barrocas con motivos geométricos de influencia mudéjar. Los muros están decorados con azulejos de Muel. También conserva restos de un claustro de dos pisos realizado en ladrillo.
Declarada Monumento Nacional el 22 de agosto de 1970. Todavía se dice misa los domingos según el rito oriental.
- Wikimedia Commons alberga una categoría multimedia sobre Iglesia de las Fecetas.

## Real Seminario de San Carlos Borromeo
- Plaza de San Carlos, 5

A finales del siglo XVI se construye sobre el solar de la Sinagoga Mayor medieval de Zaragoza el Colegio, claustro e Iglesia de la Inmaculada, perteneciente a los jesuitas. Aquí vivió en sus celdas y enseñó desde su cátedra de Sagradas Escrituras Baltasar Gracián.
Tras la expulsión de la Compañía de Jesús en 1767 se convierte en el Real Seminario de San Carlos Borromeo en honor a Carlos III.
Del conjunto monumental, merece la pena destacar el claustro cuadrado construido en los siglos XVII al XVIII, que también es de ladrillo. El refectorio está azulejado con cerámica de Valencia. La escalera del siglo XVII también está azulejada con un arrimadero y además está cubierta con una cúpula barroca muy adornada.

### La iglesia
La fachada de ladrillo de la Iglesia fue restaurada en el siglo XVII tras sufrir un incendio, interviniendo probablemente Jaime Busignac y Borbón como maestro de obras.
El interior es de nave única con capillas laterales comunicadas por puertas. El techo de la nave es en bóveda de crucería y el perímetro está recorrido por una tribuna desde finales del siglo XVI. La iglesia fue renovada a partir de 1723 por el hermano Lacarre, Pablo Diego Ibáñez, que modifica toda la ornamentación interior, convirtiéndola en la iglesia más suntuosa y espectacular de la ciudad y en modelo para otras iglesias posteriores.
El retablo mayor está dedicado a la Inmaculada, también realizado por el hermano Lacarre. Es un conjunto espectacular de dorados, rojos, verdes, azules y rosas y 18 esculturas a tamaño natural en estilo barroco de transición al rococó. De las esculturas, talladas por los hermanos de la congregación, hay que destacar las que se encuentran sobre peanas, representación de santos y jesuitas aragoneses.
La primera capilla de la derecha, la de San José, es del siglo XVII y fue mandado construir por los duques de Villahermosa como panteón funerario. De fachada e interior muy decorados, conserva 6 cuadros de Vicente Berdusán, pintados en 1693. Esta capilla es la que sirvió de inspiración al hermano Lacarra para redecorar el resto de la iglesia.

## Iglesia de la Mantería
- Plaza San Roque s/n

La iglesia pertenecía al monasterio de Santo Tomás de Villanueva, perteneciente a frailes agustinos observantes. El conjunto fue mandado construir por el arzobispo de Zaragoza, Francisco Gamboa, y el obispo de la diócesis de Huelva, Bartolomé de Foncalda, entre 1663 y 1683. Desde 1883 forma parte de las escuelas de las madres escolapias. 
En la actualidad, la fachada de la iglesia, flanqueada por dos torreoncillos, forma uno de los lados de la Plaza de San Roque, antiguamente llamada Plaza de la Mantería, en El Coso. El interior está completamente cubierto por pinturas realizada por Claudio Coello, pintor real, y su ayudante Sebastián Muñoz, que se trasladaron a Zaragoza durante dos años, entre 1683 y 1685, para finalizar el encargo. Las pinturas, de excepcional colorido y fantasía, resulta muy complejo, mostrando frutas, angelotes, guirnaldas, celajes, cortinas y arquitecturas fingidas, además de medallones con las virtudes y diversos retratos de personajes. La cúpula central muestra la glorificación de la Trinidad. De la extensión original de las pinturas, sólo se conservan, a partir de las cornisas, las de los techos y cúpulas, habiéndose perdido las de la parte inferior de las paredes, aproximadamente la mitad de la superficie pintada originalmente. Con el derrumbamiento reciente de una cúpula se han perdido también las pinturas que la cubrían. El resto parece estar en bastante mal estado, temiéndose su pérdida si no se restaura.

## Iglesia parroquial de San Ildefonso o de Santiago el Mayor
- Avenida César Augusto, 21

La iglesia es lo único que se ha conservado del convento dominico de San Ildefonso, que fue abandonado durante la Desamortización de Mendizábal.
La iglesia se comenzó en 1625, pero fue realizado en su mayor parte a partir de 1661 gracias a Felipe de Busignac y Borbón, arquitecto y maestro de obras que ya había trabajado en el palacio de Arguillo. El resultado es un edificio enorme, de fachada flanqueada por dos torres, más bien bajas, que fueron recrecidas por Chueca Goitia en la década de 1670. Desde el exterior se ve la cúpula, que se sitúa en el crucero; la actual de 1860, sustituyendo a la original que fue destruida por un rayo.
El interior es de estilo barroco italiano, de nave única y crucero, con capillas entre los contrafuertes. Típicamente jesuítica en su monumentalidad y grandilocuencia, se destacan las yeserías de la techumbre y la cúpula, que mezclan elementos barrocos y mudéjares: estrellas, lazos, dibujos geométricos... También resulta interesante la tribuna de ventanas geminadas que recorre los lados de la nave central.
De los tesoros artísticos conservados, el más interesantes es el sepulcro del cardenal zaragozano Jerónimo Javierre, de hacia 1610. El sepulcro, que inicialmente se encontraba en el claustro del convento, se trasladó al brazo derecho del crucero de la iglesia.

## Iglesia parroquial de Nuestra Señora del Portillo
- Plaza del Portillo, 11

Tiene su origen en la Reconquista, en una iglesia dedicada a la Virgen, reconstruida en estilo barroco en 1702. Muy dañada durante los Sitios de Zaragoza por encontrarse en la muralla, cerca de la puerta del Portillo, el edificio actual es resultado de reconstrucciones y restauraciones de los siglos XIX y XX. El exterior es de ladrillo.
En el interior, de tres naves en planta de salón, hay que destacar las decoraciones en estuco realizadas en 1728, que forman un manto vegetal que cuelga de pilastras y muros y que adornan las pechinas de la cúpula con Ester, Judith, Jahël y Débora, las cuatro mujeres fuertes de la Biblia. El retablo mayor es manierista y fue traído del convento de Santo Domingo. Resulta interesante, en la capilla del Ecce Homo, una talla del siglo XVII. En el siglo XIX se añadió la capilla de las Heroínas, para homenajear a las defensoras de la ciudad durante las luchas napoleónicas, en el muro derecho Agustina Zaragoza, Casta Álvarez y Manuela Sancho y en el izquierdo una serie de nombres de los héroes de los combates.
- Wikimedia Commons alberga una categoría multimedia sobre Iglesia de Nuestra Señora del Portillo.

## Iglesia de San Nicolás de Bari
- Plaza de San Nicolás, s/n

La pequeña iglesia de San Nicolás de Bari pertenece a un convento que hunde sus raíces en el siglo XIII. La factura actual proviene de la reforma que el maestro de obras Juan Berdiel realizó en 1691, modernizando el edificio al estilo barroco zaragozano. En 1902 dejó de ser iglesia parroquial para convertirse en la iglesia monacal de las Comendadoras Canonesas del Santo Sepulcro.
La portada es típicamente barroca, con arco de medio punto, pilastras a los lados y hornacina con la imagen de San Nicolás de Bari sobre la puerta.
La arquitectura interior no tiene mayor interés. Formado por una única nave rodeada de capillas. A destacar el retablo de Santa Teresa del siglo XVIII, que es pintado sobre la pared, y el altar de la Virgen del Rosario, que contiene cuatro tablas góticas.
- Wikimedia Commons alberga una categoría multimedia sobre Iglesia de San Nicolás de Bari.

## Iglesia de las Escuelas Pías o de Santo Tomás de Aquino
- Avenida César Augusto, 41

Las escuelas pías fueron instituidas bajo el patronazgo del arzobispo de Zaragoza, Tomás Crespo de Agüero, en 1733. De este antiguo edificio, en el que estudiaron Goya y Palafox, sólo se conserva la iglesia y el patio, tras la reforma realizada en los siglos XIX y XX. La nueva fachada fue diseñada por José de Yarza Echenique.
La iglesia de Santo Tomás de Aquino fue construida entre 1736 y 1740 por Francisco Velasco. La sencilla fachada, flanqueada por dos pequeños campanarios, está adornada con tres figuras que rodean la puerta. A derecha e izquierda las imágenes de San Agustín y Santo Tomás de Villanueva y en la parte superior, también en una hornacina, Santo Tomás de Aquino, representado como doctor angélico con alas. En el interior, es de interés el retablo rococó con imágenes de José Ramírez de Arellano.

## Palacio de Villahermosa
- Predicadores, 58

Del antiguo palacio barroco sólo se conserva la fachada de finales del siglo XVII o principios del XVIII. La fachada, de tres plantas realizada en ladrillo con zócalo de piedra, muestra dos pequeñas torres a los lados y una portada barroca. Las aberturas son con balcón bajo dintel en forma de bolsón en las dos plantas superiores.
El edificio ha sido residencia de nobles, cárcel, juzgado y en la actualidad es un colegio público.

## Iglesia de la Santa Cruz
- Espoz y Mina, 18

Construida a partir de 1768 en el centro geométrico de la ciudad romana y delante del Museo Camón Aznar, el exterior del edificio no posee características destacables.
El interior tiene forma de cruz griega inscrita en un cuadrado. La cúpula central, con pechinas pintadas por Braulio González y rematada con una linterna, es uno de los elementos más destacables. Del arte conservado en el interior hay que destacar el cuadro La batalla de las Navas de Tolosa (1785) de Ramón Bayeu y en el retablo de San Gregorio Magno un lienzo de José Luzán. A los lados se encuentran los retablos neoclásicos de San Miguel Arcángel y el Santo Cristo.
- Wikimedia Commons alberga una categoría multimedia sobre Iglesia de Santa Cruz.

## Torre campanario barroco de La Seo
- Plaza de las Catedrales s/n

La torre y campanario de la Catedral del Salvador de Zaragoza, llamada por antonomasia «La Seo», fue construida en estilo barroco romano a partir de 1683 por el arquitecto Giovanni Battista Contini (1641-1723), con el objeto de adoptar un estilo contemporáneo para la antigua torre mudéjar ya muy deteriorada, y que fue terminada con la colocación de un chapitel bulboso en 1704. Llevaron a cabo las obras los maestros de obras zaragozanos, Pedro Cuyeo, Gaspar Serrano y Jaime Busiñac, 
Su diseño sigue modelos italianos, pues Contini fue discípulo de Carlo Fontana. Consta de cuatro cuerpos de los cuales el inferior conforma un basamento de piedra que alcanza la altura de las naves y el resto, más estilizados, están construidos en ladrillo. En los detalles ornamentales (cornisas, balaustrada, escultura) aparece la piedra caliza. El campanario de la Catedral es una torre de 90 metros esbelta y elegante, debido al juego de líneas onduladas que se incrementa desde un sólido paramento inferior cuadrado hasta los gráciles remates curvilíneos y sinuosos.
La anchura de los cuerpos disminuye en altura. La base es de sillería de piedra con una puerta de arco de medio punto. El cuerpo inferior, de planta cuadrada, se resalta con placas rectangulares y una cartela rematada en frontón partido por un óculo. El segundo cuerpo, ya en ladrillo, es de sección cuadrada con aristas redondeadas que conforman seudopilastras toscanas de capitel en goleta. En 1787 se incorpora un reloj en su frente rodeado por dos figuras del escultor Joaquín Arali que representan el Tiempo y la Vigilancia. El tercer cuerpo es de planta octogonal, con estrechos vanos de medio punto para las campanas y semicolumnas corintias adosadas. En los ángulos aparecen esculturas de las Virtudes Cardinales, que fueron añadidas un siglo después, en 1786, por Joaquín Arali. El cuarto y último cuerpo acentúa el estilo borrominesco, con flameros en la base conjugados con las ventanas del paramento y una cornisa que ritma el juego convexo y cóncavo que se percibe en toda la altura de la torre. Remata con un airoso chapitel bulboso de entrante a su mitad coronado por una fina aguja. 

## Convento de San Agustín
- Plaza de san Agustín y calle Asalto

En convento de San Agustín se fundó por los agustinos en el siglo XIII. Hubo que vaciarlo con la Desamortización de Mendizábal y a partir del siglo XIX pasa a ser Intendencia Militar. 
El edificio tuvo un papel primordial durante los Sitios de Zaragoza. Al encontrarse en primera línea, se empleó de baluarte y se situaron baterías en su perímetro. A pesar de la cerril defensa, las tropas francesas consiguieron abrir una brecha por la que penetraron las tropas. La lucha continuó en el interior del convento y de la iglesia, defendiéndose cada capilla y cada dependencia con un enorme coste de vidas humanas. La desesperación con la que se defendió el convento está plasmada en el cuadro Defensa del púlpito de la iglesia del convento de San Agustín (1809) de César Álvarez Dumont conservado en el Museo de Zaragoza.
Del edificio barroco sólo se conserva la fachada de la iglesia y una pared del convento, que han sido restauradas y forman dos lados de la plaza de San Agustín. En la actualidad forman parte de la biblioteca María Moliner y del Centro de Historia de Zaragoza

## Palacio de los Sora o Salabert
Localización: Calle de Salduba, 8 
Lo único que se conserva del palacio barroco de los Sora o Salabert es la portada. Fue trasladada piedra a piedra del derribo de la casa de los Sora que estaba situada en la zona en la que se abrió la calle de San Vicente de Paúl. 
Se trata de una portada barroca tardía, de aspecto muy manierista, que combina elementos escultóricos geométricos y estuatuarios en sus relieves ornamentales. Se ubicó tras su reconstrucción como puerta de un convento de religiosas.